# جری ریگ اوریتینگ
زک نلسون (به انگلیسی:Zack Nelson) با نام مستعار جری ریگ اوریتینگ (زاده ۲۹ ژوئن ۱۹۸۸) یویتوبر و بنیانگذار کسب و کار تولید ویلچر اهل آمریکا است.او به خاطر ویدیوهای «کالبدشکافی» شناخته می‌شود؛ جایی که انواع محصولات فناوری را با هر نیروی لازم باز می‌کند، که معمولاً به آسیب جدی آن وسیله منجر می‌شود.
او سابقه‌ای در حوزه ساخت‌وساز دارد و روند ساخت یک پناهگاه در حیاط پشتی خانه‌اش را در کانال خود مستند کرده است.

## زندگی شخصی
نلسون در سال ۲۰کرد.
در سال ۲۰۲۲، نلسون برای ساخت یک کتابخانه در کشور کنیا پول جمع‌آوری کرد.

## سایبرتراک و تقابل با ایلان ماسک
در سال ۲۰۲۴، نلسون ادعای «ضد گلوله بودن» سایبرتراک تسلا را مورد آزمایش قرار داد و دریافت که اگرچه این خودرو در برابر گلوله‌های کلت مقاومت دارد، اما انواع گلوله‌های سریع‌تر قادر به نفوذ به بدنه آن هستند. در مارس ۲۰۲۵ نیز او استحکام شاسی این خودرو را مورد بررسی قرار داد. هرچند مشخص شد که شاسی از استحکام بالایی برخوردار است، اما نلسون نتیجه‌گیری کرد که استفاده از شاسی فولادی گزینه‌ای بهتر است، چرا که در برابر فشار بیش از حد خم می‌شود و به‌جای شکست ناگهانی، هشداردهنده‌تر عمل می‌کند.
نلسون مالک یک خودروی سایبرتراک است که آن را بخشی از کسب‌وکار خود می‌داند. در اواخر سال ۲۰۲۴، این خودرو باعث شد یکی از حامیان مالی‌اش از حضور در یک ویدیو خودداری کند، به دلیل تداعی منفی با مدیرعامل شرکت سازنده این خودرو، ایلان ماسک. نلسون نگران شد که به‌عنوان حامی اظهارات جنجالی ماسک تلقی شود و به فروش خودرو فکر کرد.
در مارس ۲۰۲۵، نلسون لوگوی شرکتش را از روی خودرو برداشت و اعلام کرد که قصد دارد آن را در ادامه همان سال بفروشد.
در فوریه ۲۰۲۵، نلسون در شبکه‌های اجتماعی با ماسک درگیر شد و از فعالیت‌های سیاسی او و نحوه رفتار با فرزندانش انتقاد کرد. ماسک در پاسخ گفت: «جری یک دروغگوی تمام‌عیار است. من همیشه بدون هیچ اجبار و با سخاوت بسیار زیاد نفقه فرزندانم را پرداخت کرده‌ام.»

## کسب و کار فروش ویلچر
پس از ساخت یک ویلچر آفرود برای همسرش، نلسون در سال ۲۰۲۰ کسب‌وکاری را راه‌اندازی کرد تا این وسیله را برای عموم مردم تولید و عرضه کند.

## شکایت از کسیتیفای
در نوامبر ۲۰۲۳، نلسون به همراه شرکت Dbrand از شرکبدنبدنهify به دلیل سرقت ادبی در طراحی قاب‌های «Teardown» شکایت کردند. این قاب‌ها تصویری از اجزای داخلی دستگاهی را نشان می‌دهند که بربدنبدنههاحی شده‌اند. طراحی‌های اصلی شامل ایستراگ‌های (اشارات پنهان) منحصربه‌فردی بودند که در قاب‌های تولیدشده توسط Casetify نیز دیده می‌شدند. پس از آنکه نلسون ویدیویی منتشر کرد که در آن قاب‌های خود را با قاب‌های Casetify مقایسه می‌کرد، Casetify محصولات مورد بحث را از وب‌سایت خود حذف کرد.